# 大垪和村
大垪和村（おおはがそん）は、岡山県久米郡にあった村。
現在の久米郡美咲町大垪和西、大垪和東、境、角石祖母、両山寺、和田北に当たる。

## 沿革
- 1889年6月1日 - 町村制施行に伴い、久米北条郡大垪和西村、大垪和東村、境村、角石祖母村、両山寺村、和田北村が合併し、大垪和村となる。大字大垪和西に役場を置く。
- 1900年4月1日 - 久米北条郡が久米南条郡と合併し、久米郡となる。
- 1955年1月1日 - 久米郡加美町、三保村、打穴村と合併、久米郡中央町となる。

## 地名の読み方
- 大垪和西 （おおはがにし）
- 大垪和東 （おおはがひがし）
- 境 （さかい）
- 角石祖母 （ついしそぼ）
- 両山寺 （りょうさんじ）
- 和田北 （わだきた）

## 現在の様子

### 郵便番号
- 709-3721 久米郡美咲町両山寺
- 709-3722 久米郡美咲町大垪和東
- 709-3723 久米郡美咲町境
- 709-3724 久米郡美咲町角石祖母
- 709-3725 久米郡美咲町和田北
- 709-3726 久米郡美咲町大垪和西

### 教育

#### 小学校
- 美咲町立大垪和小学校（2006年閉校）

### 交通

#### 鉄道
旧村内を走る鉄道およびその駅なし

#### 道路

##### 高速道路
旧村内を走る高速道路なし

##### 国道
旧村内を走る国道なし

##### 県道
- 主要地方道
  - 岡山県道70号久米建部線

- 一般県道
  - 岡山県道342号大垪和西小山旭線
  - 岡山県道373号栃原久米南線
  - 岡山県道451号和田北鶴田線

### 河川・山岳

#### 河川
- 打穴川

#### 山岳
- 二上山

### 名所・旧跡・観光スポット・祭事・催事
- 大垪和西の棚田（日本棚田百選）

### 寺院・神社

#### 寺院
- 両山寺

#### 神社
- 境神社
- 八幡神社
- 二上神社